# Nananthea perpusilla
Nananthea perpusilla là một loài thực vật có hoa trong họ Cúc. Loài này được (Loisel.) DC. mô tả khoa học đầu tiên năm 1838.